# Kunda (rivière)
Pour les articles homonymes, voir Kunda.
La rivière Kunda (en estonien : Kunda jõgi) est une rivière qui s'écoule dans le comté de Viru occidental en Estonie.

## Présentation
La rivière Kunda coule dans le nord de l'Estonie, elle se jette dans le golfe de Finlande à Kunda.
La rivière à une longueur de 65,8 kilomètres et son bassin versant à une superficie de 535,9 km2.
La rivière Kunda compte sept sources à Ristiküla dans la municipalité de Vinni.
Les sources tirent leur eau des collines de Pandivere, à l'extrémité ouest desquelles se trouvent les sources à Roela.
Après Ulvi, la rivière passe d'abord sous la voie ferrée Tallinn-Narva, puis sous la route nationale 1. 
L'ancienne centrale électrique de Kunda fonctionne à Patojärvi.

## Galerie

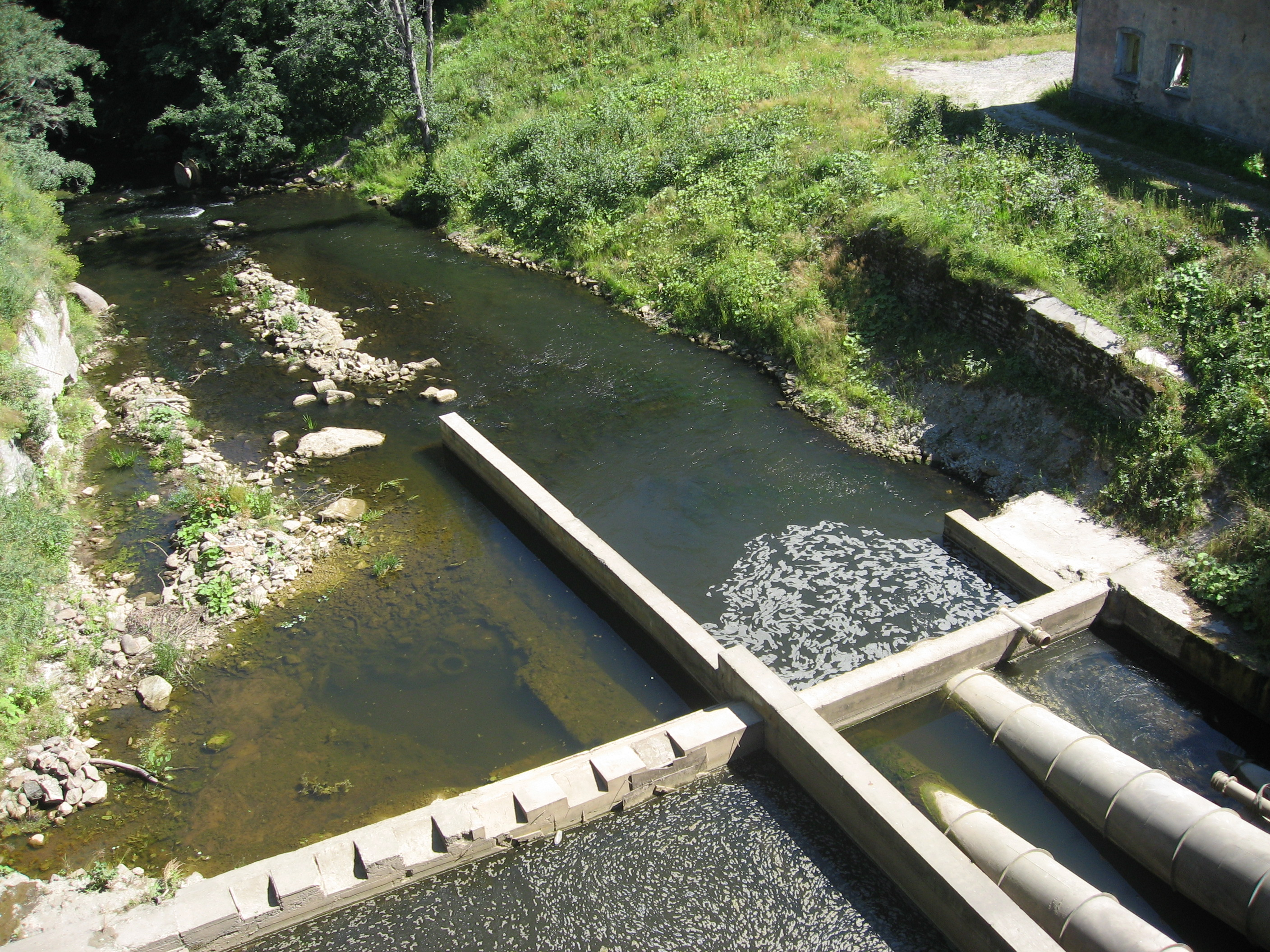
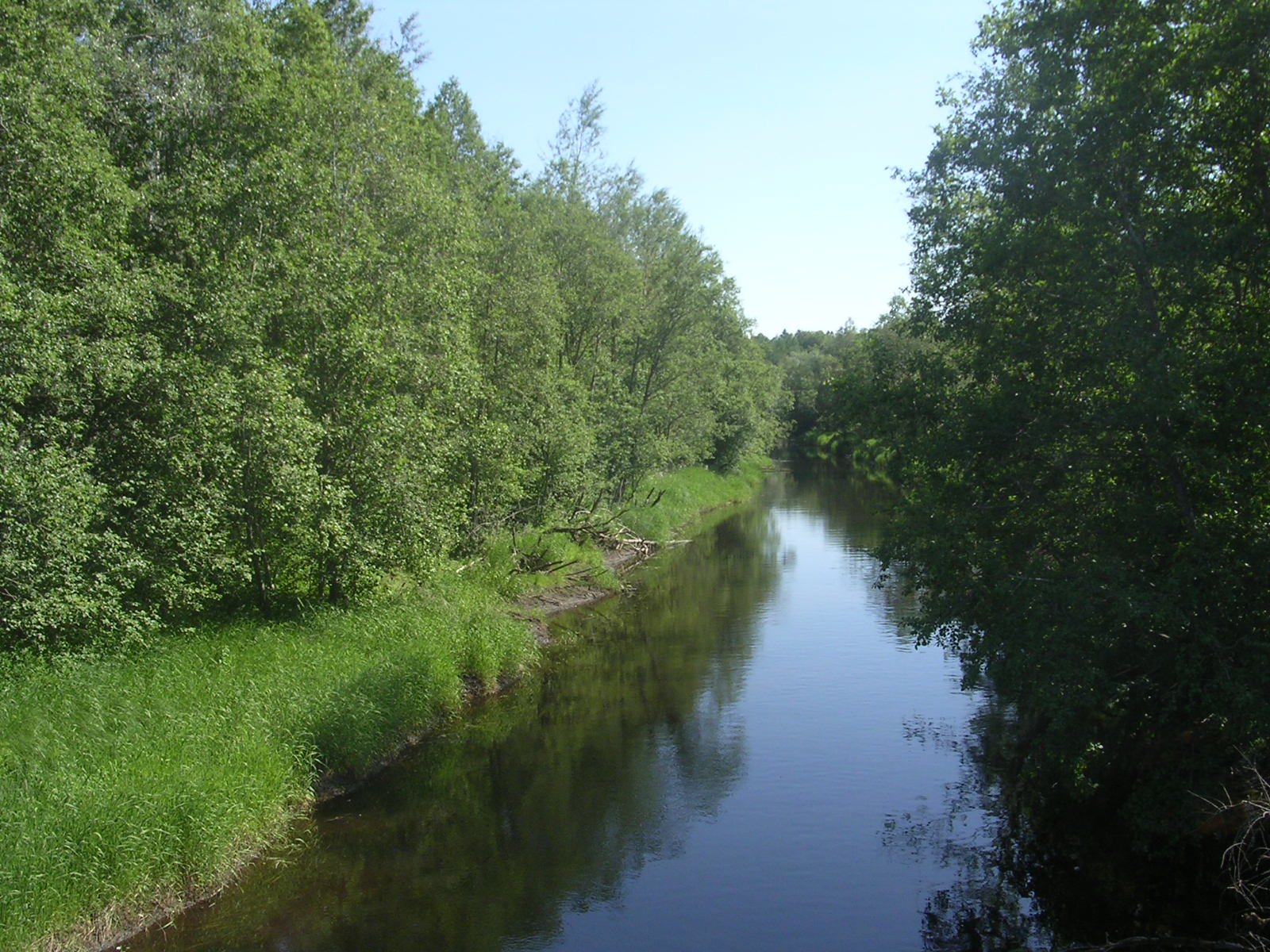
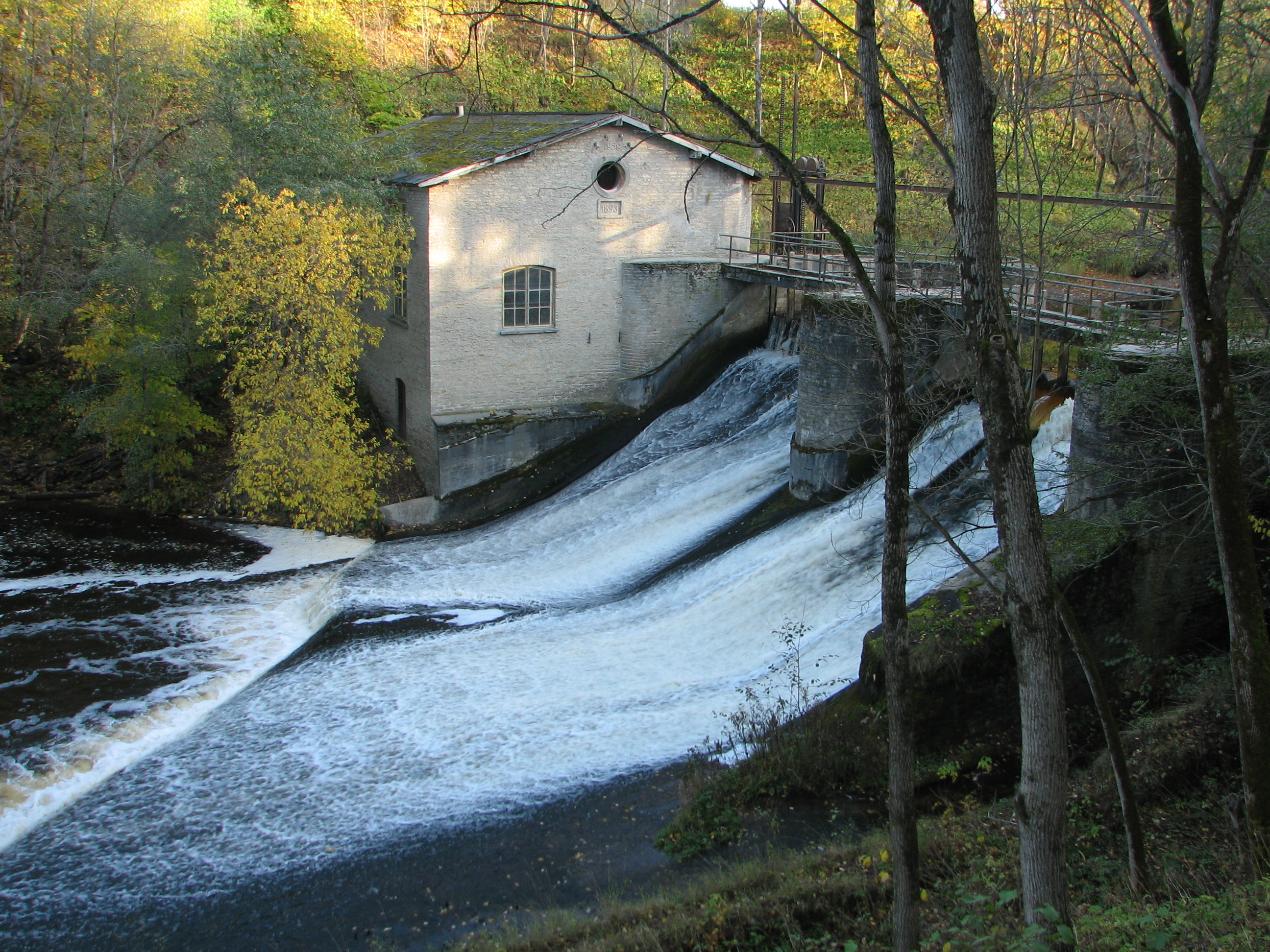

### Articles  connexes
- Liste des cours d'eau de l'Estonie